# Miami Clippers
Die Miami Clippers waren eine US-amerikanische Eishockeymannschaft aus Miami, Florida. Das Team spielte in der Saison 1938/39 in der Tropical Hockey League. 

## Geschichte
Die Mannschaft wurde 1938 als Franchise der erstmals ausgetragenen Tropical Hockey League gegründet. Wie die anderen drei Teilnehmer der Liga trugen sie ihre Heimspiele im Metropolitan Ice Palace in Miami, Florida, aus. In ihrer einzigen Spielzeit belegten die Clippers den zweiten Platz der Tropical Hockey League. Nachdem die Liga nach nur einem Jahr wieder aufgelöst wurde, stellten auch die Clippers den Spielbetrieb ein.